# The Connells
The Connells sind eine US-amerikanische Band, die vor allem die Stilrichtungen Britpop und Rock vertritt. Bekannt wurden sie insbesondere in Europa im Frühjahr 1995 mit der Hitsingle '74 - '75. Weitere Erfolge blieben jedoch aus, sodass die Band heute als One-Hit-Wonder gilt.

## Bandgeschichte
Die Connell-Brüder wuchsen in Macon, Georgia auf, interessierten sich aber mehr für britische Bands wie The Beatles, statt für den örtlich angesagten Southern Rock. 1984 formierten sie mit College-Freunden in Raleigh, North Carolina die nach ihnen benannte Gitarrenband.
Die Connells bestehen seit ihrer Gründung in nur wenig veränderter Besetzung. Schlagzeuger John Schultz war nur im Gründungsjahr der Band dabei, bereits auf dem Cover des ersten Albums ist Peele Wimberley genannt. Gitarrist George Huntley, der den Stil der Band entscheidend mitprägte und auf jedem Album mit mehreren eigenen Songs vertreten war, verließ die Band im Jahr 2001. Steve Potak wurde 1991 Mitglied der Connells und war erstmals auf dem Album Ring zu hören.
Nach ihrem Album „Old School Dropouts“ von 2001 und dem Auslaufen ihres Plattenvertrags mit TVT Records widmeten sich die Bandmitglieder anderen Aktivitäten und traten nur noch sporadisch auf Festivals oder Benefiz-Konzerten auf.
Neben den Tätigkeiten in der Band gibt es vereinzelt andere Unternehmungen der Mitglieder, so spielte beispielsweise MacMillan in fast allen Filmen mit, bei denen der ursprüngliche Schlagzeuger John Schultz Regie führte. In dieser Zwischenzeit schrieb Gitarrist Mike Connell weiterhin an neuen Songs, welche dann verteilt über den Zeitraum von 2013 bis 2019 aufgenommen wurden. Am 24. September 2021 erschien schließlich das erste neue Studioalbum seit zwanzig Jahren, „Steadman's Wake“. Veröffentlicht wurde es auf CD, Vinyl-LP und allen digitalen Formaten. 2023 veröffentlichte die Band mit Set the Stage ihr erstes Livealbum.

### Erfolge
Auf nationaler Ebene der Vereinigten Staaten konnten The Connells bereits seit ihrem Debüt-Album 1985 kleinere Erfolge verbuchen, vorwiegend im College Rock-Radio der amerikanischen Südstaaten. Singles wie „Stone Cold Yesterday“ von 1990 brachten der Gruppe kleinere Charthits und Achtungserfolge.
Der einzige internationale Erfolg gelang der Gruppe mit dem Album Ring und der Singleauskoppelung ’74–’75 im Jahr 1993. Die Single erreichte erst im Frühjahr 1995 Platz 7 der deutschen Hitparade, in Österreich Platz 6 und in der Schweiz sogar Platz 3. Auch in Großbritannien gelang mit Platz 14 ein Top-20-Hit. Das Album gelangte in Deutschland auf Platz 16, in Österreich auf Platz 10 und in der Schweiz auf Platz 21. Aufgrund des verhältnismäßig großen Erfolges wurden in Deutschland auch einige ältere Alben neu aufgelegt. Danach gelangen der Band aber weder in Europa noch in den USA größere nennenswerte Erfolge, sodass sie vor allem in Europa bis heute quasi als One-Hit-Wonder gilt.

## Diskografie

### Studioalben
- 1985: Darker Days
- 1987: Boylan Heights
- 1989: Fun & Games
- 1990: One Simple Word
- 1993: Ring
- 1996: Weird Food & Devastation
- 1998: Still Life
- 2001: Old-School Dropouts
- 2021: Steadman’s Wake

### Singles
- 1985: Hats Off
- 1987: Over There
- 1989: Something to Say
- 1990: Stone Cold Yesterday
- 1991: Get a Gun
- 1993: Slackjawed
- 1993: ’74–’75
- 1996: Maybe
- 1998: Soul Reactor
- 2021: Really Great
- 2021: Steadman's Wake
- 2021: Stars

### EPs
- 1985: Hats Off
- 1994: New Boy

## Auszeichnungen für Musikverkäufe
| Goldene Schallplatte - Schweden - 1995: für die Single ’74–’75 |

Anmerkung: Auszeichnungen in Ländern aus den Charttabellen bzw. Chartboxen sind in ebendiesen zu finden.
| Land/RegionAuszeichnungen für Musikverkäufe (Land/Region, Auszeichnungen, Verkäufe, Quellen) | Silber  | Gold     | Platin | Verkäufe | Quellen           |
| -------------------------------------------------------------------------------------------- | ------- | -------- | ------ | -------- | ----------------- |
| Deutschland (BVMI)                                                                           | —       | Gold1    | —      | 250.000  | musikindustrie.de |
| Schweden (IFPI)                                                                              | —       | Gold1    | —      | 25.000   | ifpi.se           |
| Vereinigtes Königreich (BPI)                                                                 | Silber1 | —        | —      | 200.000  | bpi.co.uk         |
| Insgesamt                                                                                    | Silber1 | 2× Gold2 | —      |          |                   |

## Belege
1. ↑  Chartquellen: Alben DE, AT, CH, UK US
2. ↑  The Billboard Albums von Joel Whitburn, 6th Edition, Record Research 2006, ISBN 0-89820-166-7.
3. ↑  Chartquellen: Singles DE, AT, CH, UK